# 伊波伊陶尔诺茨
伊波伊陶尔诺茨，是匈牙利诺格拉德州所辖的一个村。总面积13.66平方公里，总人口469，人口密度34.3人/平方公里（2011年1月1日）。